# Gábor Kucsera
Gábor Kucsera (* 27. August 1982 in Budapest) ist ein ehemaliger ungarischer Kanurennsportler. Er wurde 2005 und 2006 Weltmeister im Zweier-Kajak über 1000 Meter und war dreimaliger Europameister. 

## Sportlerleben
Bei Olympia 2008 in Peking trat Kucsera mit seinem Partner Zoltán Kammerer im Zweier-Kajak sowohl über 500 als auch über 1000 Meter an und verfehlte mit zwei vierten Plätzen jeweils knapp Bronze. Kammerer war auch schon bei den Weltmeisterschaften 2006 in Szeged der Partner über 500 (Bronze) und 1000 Meter (Gold), während ein Jahr zuvor in Zagreb Roland Kökény mit im Boot saß (Gold über 1000 m). Kammerer sorgte 2007 im galicischen Pontevedra auch für den dritten von drei Europameistertiteln für Kucsera, und zwar im K2 über 1000 m, als die beiden Deutschen Andreas Ihle und Rupert Wagner um sieben Zehntelsekunden auf den Silberrang verwiesen wurden.
Im Juni 2015 wurde Kucsera Kokainmissbrauch nachgewiesen und er in der Folge für zwei Jahre gesperrt.